# Marina stilligera
Marina stilligera är en ärtväxtart som beskrevs av Rupert Charles Barneby. Marina stilligera ingår i släktet Marina och familjen ärtväxter. Inga underarter finns listade i Catalogue of Life.